# Маріка смарагдова

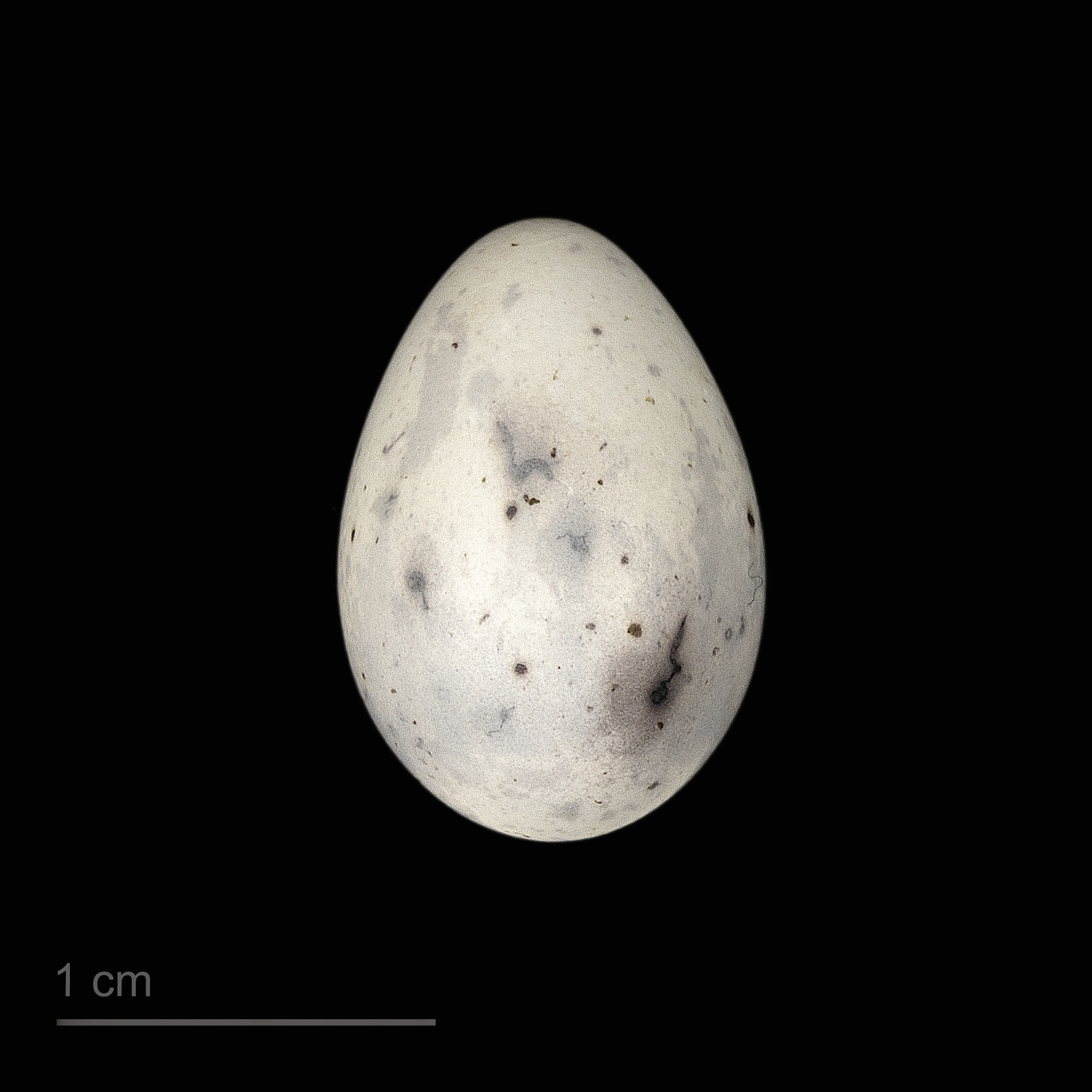
яйце Cinnyris chloropygius - Тулузький музей

Ма́ріка смара́гдова (Cinnyris chloropygius) — вид горобцеподібних птахів родини нектаркових (Nectariniidae). Мешкає в Західній і Центральній Африці.

## Опис
Смарагдова маріка — дрібний птах, схожий на маріку-крихітку (Cinnyris minullus). У дорослих самців голова зелена, металево-блискуча, крила темно-коричневі, надхвістя синє, металево-блискуче, хвіст чорний з пурпурово-синім відблиском. Груди яскраво-червоні, над грудьми вузька синя смуга, живіт оливковий. Груди поцятковані лимонно-жовтими плямками. Самець смарагдової маріки відрізняється від дещо меншого за розмірами самця маріки-крихітки більшим дзьобом і відсутністю синіх смуг на червоних грудях. У дорослої самиці смарагдової маріки голова і верхня частина тіла оливково-коричневі, крила і хвіст темно-коричневі, нижня частина тіла оливково-жовта. Нижня частина тіла у самиці смарагдової маріки жовтіша й менш поцяткована, ніж у самиці маріки-крихітки.

## Підвиди
Виділяють три підвиди:
- C. c. kempi Ogilvie-Grant, 1910 — від Сенегалу до південно-західної Нігерії;
- C. c. chloropygius (Jardine, 1842) — від південно-східної Нігерії до ЦАР, заходу ДР Конго і північного заходу Анголи, на острові Біоко;
- C. c. orphogaster Reichenow, 1899 — від центру і сходу ДР Конго, Південного Судану і Уганди до західної Кенії, західної Танзанії і північно-східної Анголи.

## Поширення і екологія
Смарагдові маріки поширені від Сенегалу до Уганди й півночі Анголи. Вони живуть у вологих тропічних і мангрових лісах, саванах, чагарникових заростях, на полях і плантаціях, у парках і садах. Зустрічаються поодинці, парами або невеликими зграйками до 6 птахів. Живляться гусінню, жуками, павуками, нектаром, квітками і насінням, їжу шукають у нижніх частинах крони дерев. Самці територіальні, нападають як на представників свого виду, так і на марік-крихіток. Гніздо зроблене з трави, смужок кори та листя і встелене м'яким матеріалом. Насиджують лише самиці.